# Condado de Jackson (Tennessee)
O Condado de Jackson é um dos 95 condados do Estado americano do Tennessee. A sede do condado é Gainesboro, e sua maior cidade é Gainesboro. O condado possui uma área de 828 km² (dos quais 28 km² estão cobertos por água), uma população de 10 984 habitantes, e uma densidade populacional de 14 hab/km² (segundo o censo nacional de 2000). O condado foi fundado em 1809.